# Dan-Air-Flug 0034
Der Dan-Air-Flug 0034 (Flugnummer: DA0034, Funkrufzeichen: DAN-AIR 0034) war ein inländischer Charterflug von Sumburgh auf den Shetlandinseln nach Aberdeen innerhalb Schottlands, der am 31. Juli 1979 mit einer Hawker Siddeley HS.748 der Fluggesellschaft Dan-Air durchgeführt werden sollte. Die Maschine verunglückte wegen nicht gelöster Ruderverriegelungen beim Start, wobei 17 von 47 Personen an Bord starben.

## Flugzeug
Bei der Maschine handelte es sich um eine 1962 gebaute Avro 748 Series 1 Model 105 aus britischer Produktion. Die Maschine trug die Werknummer 1542. Die Maschine wurde an die Aerolíneas Argentinas ausgeliefert, bei der sie mit dem Luftfahrzeugkennzeichen LV-PUC in Betrieb ging. Später wurde das Kennzeichen in LV-HHD geändert. Von 1974 bis 1977 war die Maschine für die staatliche argentinische Mineralölgesellschaft Yacimientos Petrolíferos Fiscales im Einsatz. Die Dan-Air London übernahm die Maschine von der Aerolíneas Argentinas und ließ diese mit dem Kennzeichen G-BEKF zu. Das zweimotorige Regionalverkehrsflugzeug war mit zwei Turboprop-Triebwerken des Typs Rolls-Royce Dart Mk. 514 ausgestattet. Bis zum Zeitpunkt des Unfalls hatte die Maschine eine Gesamtbetriebsleistung von 29.007 Betriebsstunden absolviert.

## Besatzung
Die dreiköpfige Besatzung bestand aus einem Flugkapitän, einem Ersten Offizier und einer Flugbegleiterin. 
- Der 37-jährige Flugkapitän war im Besitz von Musterberechtigungen für die Flugzeugtypen Cessna 150, Cessna 210, Nord 262 und Avro 748. Er verfügte über 6.487 Stunden Flugerfahrung, wovon er 5.492 in der Rolle des Flugkapitäns absolviert hatte. Seine Flugerfahrung mit der Avro 748 belief sich auf 4.403 Stunden, davon hatte er 4.059 Stunden in der Position des Flugkapitäns absolviert.
- Der 51-jährige Erste Offizier verfügte über Musterberechtigungen für die Flugzeugtypen Cessna 150, Cessna 210, Avro 748, Piper PA-28, Piper PA-32, Aviation Traders ATL-98 und Bristol 170. Seine Flugerfahrung belief sich auf 4.563 Stunden, wovon er jedoch nur 57 Stunden im Cockpit der Avro 748 absolviert hatte.

## Passagiere
Mit der Maschine wurden für eine Mineralölgesellschaft Charterflüge von Aberdeen zu den Shetlandinseln durchgeführt. Der Hinflug nach Sumburgh war ohne nennenswerte Zwischenfälle durchgeführt worden. Vor dem Rückflug nach Aberdeen hatte die Besatzung eine siebenstündige Ruhezeit. Den Flug hatten 44 Passagiere angetreten.

## Unfallhergang
Die Startfreigabe von Startbahn 09 war um 15:59 Uhr erteilt worden. Kurz darauf wurde die Triebwerksleistung erhöht, während die Bremsen aktiviert waren. Um 16:00 Uhr begann der Startlauf. Wie die spätere Auswertung des Flugdatenschreibers ergab, beschleunigte die Maschine normal bis zum Erreichen der Entscheidungsgeschwindigkeit (V1) von 92 Knoten (ca. 170 km/h) sowie der Abhebegeschwindigkeit (V2) von 99 Knoten (ca. 183 km/h). Selbst als mit 113 Knoten (ca. 209 km/h) VR erreicht wurde, rotierte die Maschine nicht. Die Piloten leiteten daraufhin einen Bremsvorgang ein. Etwa fünf Sekunden nach Erreichen der vorgesehenen Rotationsgeschwindigkeit begann der Verzögerungsvorgang. Die Maschine überquerte anschließend die Umgehungsstraße des Flughafens und die dahinter liegenden Deichanlagen, wobei die backbordseitige Tragfläche abriss und der Rumpf in zwei Teile brach. Nachdem der Bug um 16:01 Uhr Ortszeit in 50 Metern Entfernung von der Küste ins Wasser eintauchte, versank die Maschine binnen einer Minute im Wasser, welches an dieser Stelle etwa 10 Meter tief ist.

## Rettungsaktion
Den Unfall überlebten 30 der 47 Insassen. Als einziges Besatzungsmitglied überlebte die Flugbegleiterin Elisabeth Cowe, die bei der Evakuierung von 26 der 29 überlebenden Passagiere half. Für ihren Einsatz erhielt sie später die Order of the British Empire. Der Rettungseinsatz wurde durch einen Rettungshubschrauber und ein Rettungsboot unterstützt. Die schwierigen Wetterverhältnisse behinderten die Rettungsaktion, was dazu führte, dass die übrigen 17 Insassen der Maschine ertranken. 

## Unfalluntersuchung
Die Air Accidents Investigation Branch (AAIB) übernahm einen Tag nach dem Unfall die Ermittlungen. Das gesamte Wrack wurde geborgen und für eine umfangreiche Untersuchung abtransportiert. Die Ermittler konnten keine Hinweise auf einen Brand, eine Rauchentwicklung oder ein Überhitzen von Baugruppen vor dem Aufprall finden. Es wurde festgestellt, dass die Triebwerke und Propeller zum Unfallzeitpunkt im Normalbereich liegende Leistungsparameter erbrachten. 
Die Ermittler der AAIB kamen zu dem Ergebnis, dass die Ruderverriegelungen der Höhenruder beim Start aktiviert waren, weshalb sich die Flugzeugnase beim Start nicht nach oben ausrichten ließ. Es wurde vermutet, dass die Ruderverriegelungen beim Abarbeiten der Startchecklisten versehentlich erneut aktiviert wurden. Das Reaktivieren der Ruderverrieglung war bei der betroffenen Maschine dadurch möglich geworden, dass an der Schieberplatte und Stopvorrichtung des Ruderverriegelungshebels bei einer vorangegangenen Wartung nicht ordnungsgemäße Reparaturen durchgeführt worden waren.